# Autographa percontationis
Autographa percontationis là một loài bướm đêm trong họ Noctuidae.